# Olympo
Olympo es una serie de televisión por internet española de drama de deportes creada por Jan Matheu, Laia Foguet e Ibai Abad para Netflix. Está producida por Zeta Studios y protagonizada por un reparto coral formado por Clara Galle, María Romanillos, Agustín Della Corte, Nuno Gallego, Nira Osahia, Martí Cordero, Andy Duato, Najwa Khliwa y Juan Perales. Se estrenó en Netflix el 20 de junio de 2025.

## Trama
En la academia de deportes del CAR Pirineos, Amaia Olaberria (Clara Galle), la auto-exigente y perfeccionista capitana del equipo de natación, ve cómo su mejor amiga, Nuria Bórgues (María Romanillos), la supera por primera vez. Los eventos después de la carrera de natación harán que Amaia descubra que algunos de los deportistas están mejorando su rendimiento de manera inexplicable.

## Reparto
- Clara Galle como Amaia Olaberria[2]
- Agustín Della Corte como Roque Pérez[2]
- Nuno Gallego como Cristian Delallave[2]
- Nira Osahia como Zoe Moral[2]
- María Romanillos como Nuria Bórgues[2]
- Martí Cordero como Charly Lago[2]
- Juan Perales como Sebas Senghor[2]
- Najwa Khliwa como Fátima Amazian[2]
- Andy Duato como Renata[2]
- Nicolás Furtado como Hugo Teixeira[3]
- Juan López-Tagle como Jacobo Fuentes[2]
- Laura Ubach como Peque[2]
- Laura Moray como Jennifer Pina[4]
- Alexandra Prokhorova como Svetlana[2]
- Melina Matthews como Jana Castro[2]
- Mario de la Rosa como Javier Montes[2]
- Nerea Mazo como Claudia Tur[2]
- Sergi Mozo como Cruz[2]

## Episodios
| N.º | Título                           | Dirigido por  | Escrito por              | Fecha de lanzamiento original |
| --- | -------------------------------- | ------------- | ------------------------ | ----------------------------- |
| 1   | «Esto no es nivel olímpico»      | Marçal Forés  | Jan Matheu               | 20 de junio de 2025           |
| 2   | «Llorar o ganar»                 | Marçal Forés  | Laia Foguet              | 20 de junio de 2025           |
| 3   | «Otra vez no»                    | Daniel Barone | Laia Foguet              | 20 de junio de 2025           |
| 4   | «Es mejor que te detengas aquí»  | Daniel Barone | Jan Matheu               | 20 de junio de 2025           |
| 5   | «A ti no se te puede decir nada» | Ibai Abad     | Laia Foguet y Jan Matheu | 20 de junio de 2025           |
| 6   | «Siempre has sido mi favorita»   | Ibai Abad     | Alba Lucío               | 20 de junio de 2025           |
| 7   | «Se llaman tácticas»             | Ana Vázquez   | Jan Matheu               | 20 de junio de 2025           |
| 8   | «Amaia siempre tiene razón»      | Ana Vázquez   | Laia Foguet              | 20 de junio de 2025           |

## Producción
El 23 de julio de 2024, Netflix anunció por primera vez su nueva serie española, Olympo, cuyo rodaje ya había comenzado. Clara Galle, Nira Osahia, Agustín Della Corte, Nuno Gallego, María Romanillos, Martí Cordero, Juan Perales, Andy Duato y Najwa Khliwa fueron anunciados como los integrantes de su reparto coral protagonista. Para las escenas situadas en los exteriores de la academia del CAR Pirineos, se usó el complejo del Balneario de Panticosa, situado en Huesca.

## Lanzamiento y marketing
El 29 de abril de 2025, Netflix sacó el primer avance de Olympo y anunció que se estrenaría en su plataforma el 20 de junio de 2025.

## Recepción
La serie fue bien acogida. En España, encabezó el primer puesto de la tabla Top 10 series, e internacionalmente consiguió aparecer en el top 10 series de series de varios países.[cita requerida]